# Shinonsen
Shinonsen (japanska: 新温泉町?, Shin'onsen-chō) är en landskommun (köping) i Hyōgo prefektur i Japan. Den ligger i prefekturens norra del vid Japanska havet. 
Kommunen bildades 2005 genom en sammanslagning av kommunerna Onsen och Hamasaka.